# 表演
表演（英題:Showtime）は、マレーシア出身の華人歌手、龔柯允（カレン・コン）のアルバム。ここでは、セカンドロット『表演vol:2』（英題:Showtime vol:02）についても記述する。

## 解説
カレン・コン2枚目のアルバムであり、龔柯允名義として、そして中国語（普通話）としては初となるアルバム。店舗での販売を断られたために、コンサート会場で販売された。
翌年2008年には、新曲を追加収録し、さらにミュージックビデオを収めたDVD（PAL方式）が付いた『表演vol:02慶功改版専輯』を発売。こちらは店舗販売されている。
CD収録曲の一部には、前作『Mulakan』に収録されている歌を中国語詞でセルフカヴァーしたものがある。また、「In Love Again」のみ、歌詞がすべて英語になっている。

## 収録曲

### 表演
1. 離島
作詞:黄明志、作曲:張捷惟、編曲:Casey Joo
2. 表演 ft.黄明志 
作詞:張麗念+李志清、Rap詞:黄明志、作曲:張捷惟、編曲:李乃剛
3. 陣陣跳
作詞:張國祥+特雷米、作曲:張捷惟、編曲:Mac Chew
4. 居家旅行
作詞:陳穎見、作曲:陳穎見、編曲:潘沁珈
5. 沉默・秘密
作詞:黄明志、作曲:張捷惟、編曲:Casey Joo 
  - 「Dalam Bahasa Sayu」のセルフカヴァー
6. 你在哪裡？
作詞:李志清、作曲:李志源、編曲:Shamril
7. 你笨啊你！
作詞:李志清、Rap詞:Shazzy、作曲:Shazzy、編曲:Shazzy
8. 愛情
作詞:李志清、作曲:張捷惟、編曲:李乃剛  
  - 「Ku Tak Upaya」のセルフカヴァー
9. 天堂
作詞:黄明志、作曲:M.Nasir+Loloq、編曲:Sharon Paul
10. In Love Again (Bonus Track)
作詞:側田 Justin、作曲:Choi Sung-Wook+Yoo Yoo-Jin、編曲:Casey Joo
11. 離島 acoustic ver (Bonus Track)

### 表演 Vol:2

#### DISC 1 (CD)
1. 鄰居
作詞:李志清、作曲:張捷惟、編曲:Casey Joo
2. 太傻 
作詞:陳佳明、作曲:巫啓賢、編曲:李乃剛
3. 確定愛我
作詞:李志清、作曲:張捷惟、編曲:Casey Joo
4. 給我一點時間
作詞:黄明志、作曲:黄淑恵、編曲:Shamril
5. 你笨啊你！
作詞:李志清、Rap詞:Shazzy、作曲:Shazzy、編曲:Shazzy
6. 表演
作詞:張麗念+李志清、Rap詞:黄明志、作曲:張捷惟、編曲:李乃剛
7. In Love Again
作詞:側田 Justin、作曲:Choi Sung-Wook+Yoo Yoo-Jin、編曲:Casey Joo
8. 愛情
作詞:李志清、作曲:張捷惟、編曲:李乃剛
9. 居家旅行
作詞:陳穎見、作曲:陳穎見、編曲:潘沁珈
10. 你在哪裡？
作詞:李志清、作曲:李志源、編曲:Shamril
11. 離島
作詞:黄明志、作曲:張捷惟、編曲:Casey Joo
12. 沉默・秘密
作詞:黄明志、作曲:張捷惟、編曲:Casey Joo
13. 天堂
作詞:黄明志、作曲:M.Nasir+Loloq、編曲:Sharon Paul
14. 陣陣跳
作詞:張國祥+特雷米、作曲:張捷惟、編曲:Mac Chew
15. 鄰居(Acoustic)

#### DISC 2 (DVD)
1. 太傻
2. 沉默・秘密
3. 離島
4. 陣陣跳
5. Cinta Hello Kitty （マレー語）
6. Ku Tak Upaya （マレー語）
7. MV Making (Bonus Track)
  1. The Making of 太傻
  2. The Making of 離島
  3. The Making of 沉默・秘密